# Schmidtia
Schmidtia, biljni rod iz porodice trava rasprostranjen po Africi i Pakistanu.. Postoje dvije vrste jednogodišnjeg raslinja ili trajnica.
Ime roda Schmidtia je u čast Franza Wilibalda Schmidta (1875. – 1949.), talijanskog botaničara i mikologa.
Stabljkika naraste najviše do 90 cm. Plod je kariopsis s priraslim perikarpom. Cvijet ima dvije lodikule i 3 prašnika.

## Vrste
1. Schmidtia kalahariensis Stent
2. Schmidtia pappophoroides Steud.

## Vanjske poveznice
|  | Zajednički poslužitelj ima još gradiva o temi Schmidtia |
|  | Wikivrste imaju podatke o taksonu Schmidtia             |